# 米爾頓 (印地安納州)
米爾頓（英語：Milton）是一個位於美國印地安納州韋恩縣的城鎮。

## 人口
根據2010年美國人口普查的數據，米爾頓的面積為0.73平方千米，當中陸地面積為0.72平方千米，而水域面積為0.01平方千米。當地共有人口490人，而人口密度為每平方千米671人。